# Robert De Man
Damiaan (Robert) De Man (Buggenhout, 7 augustus 1900 - Roeselare, 13 januari 1978) was een Belgisch politicus voor de CVP, die onder meer burgemeester en minister was.

## Levensloop
Zoon van een kleermaker, volbracht De Man zijn lagere en middelbare studies aan het H. Maagdcollege in Dendermonde en vervolgens van 1915 tot 1918 aan de bisschoppelijke normaalschool in Sint-Niklaas. Hij liet zich daar opmerken door zijn activistische sympathieën en werd van school gestuurd.
In 1919 was hij betrokken bij de poging van Herman van den Reeck om Den Goedendag, het overkoepelende tijdschrift van de Vlaamsgezinde studentenkringen, tot een algemeen Vlaams jongerentijdschrift om te vormen.
Vanaf 1920 trad hij toe tot de christelijke arbeidersbeweging en werd propagandist in de vakbond. In 1922 werd hij redactiesecretaris van De Tijd, het dagblad van het ACV en in 1925 volgde hij er Filip de Pillecyn op als hoofdredacteur, totdat het blad in 1928 fuseerde met Het Volk.

## Politieke loopbaan
In 1928 werd hij gemeentesecretaris van Roeselare, een functie die hij (met onderbrekingen vanwege zijn politieke mandaten) behield tot in 1951. Ook werd hij in 1930 beheerder van De Standaard en schreef hij vanaf 1932 regelmatig artikels voor Het Nieuwsblad. In 1937 nam hij ontslag uit de beheerraad van De Standaard en werd hij beheerder van De Beiaard, de uitgever van het katholieke Vlaamse dagblad De Courant.
In 1932 werd hij voor het arrondissement Ieper verkozen in de Kamer van volksvertegenwoordigers, waar hij bleef zetelen tot in 1946. Hij ontpopte zich nationaal als een van de aanstormende talenten van de christelijke arbeidersbeweging. In 1939 werd hij voorzitter van de christendemocratische Kamerfractie.
Tijdens de Tweede Wereldoorlog werd burgemeester Jan Mahieu Liebaert van Roeselare door de Duitsers afgezet. In 1940-1941 maakten de Duitsers de opmerkelijke keuze om gemeentesecretaris De Man als dienstdoend burgemeester aan te stellen, alhoewel die combinatie verboden is. In 1941 werd hij vervangen door VNV'er Hendrik Demoen. De Man bleef gemeentesecretaris. Na de bevrijding werd dit hem niet kwalijk genomen.
In 1946 werd De Man lid van de Senaat als rechtstreeks gekozen senator voor het arrondissement Kortrijk-Ieper, wat hij bleef tot in 1968. Hij werd quaestor in de Senaat en leverde een bijdrage tot de vernederlandsing van de diensten bij dit wetgevende lichaam. Van 1947 tot 1949 was hij minister van Wederopbouw in het kabinet geleid door Paul-Henri Spaak.

## Burgemeester
Tegen het einde van zijn nationale loopbaan begon hij zich opnieuw in Roeselare te profileren. In 1959 werd hij gemeenteraadslid en schepen onder burgemeester Joseph De Nolf. In 1964 scheurden de christelijke middenstanders zich af van de CVP. Dit leidde er mee toe dat de partij voor het eerst haar absolute meerderheid verloor. De Man slaagde er met het ACW in om de macht binnen de partij te grijpen.
Burgemeester De Nolf werd aan de kant geschoven en De Man werd burgemeester. Hij sloot een coalitie met de BSP en De Nolf werd geen lid meer van het schepencollege. De Man was zo de eerste in een rij ACW-burgemeesters. Hij bleef in functie tot 1976 en verliet toen de politiek.
Tijdens zijn bewind werden heel wat stadsprojecten in gang gezet, zoals de verhoging van de spoorweg in het centrum en het nieuwe station, een nieuwe brandweerkazerne, de aanleg van binnenringwegen op oude spoorwegbeddingen, de komst van heel wat (sociale) woonwijken en industriezones en de start van de werken aan de autosnelweg Brugge-Doornik.

## Publicaties
- Sociale sprokkelingen, Antwerpen, 1922
- Brosi, spel in een bedrijf, Gent, 1926
- De gezinstoelagen in België en in Frankrijk, Brussel, 1926
- Onze staatspolitiek op nieuwe banen, z.p., 1936
- Geestesverwante stroomingen van de autoritair-totalitaire gedachten in ons land, z.p., 1938
- Waar we staan met de wederopbouw van het land, Antwerpen, 1948
- De nieuwe commentaar op de burgerlijke stand in België, Heule, 1959